# Знайти і знешкодити
«Знайти і знешкодити» (рос. «Найти и обезвредить») — радянський художній фільм, поставлений на Свердловській кіностудії у 1982 році режисером Георгієм Кузнецовим.

## Сюжет
Троє друзів — Віктор, Дмитро і Федір — їдуть з Ленінграда в тайгу у відпустку. У літаку вони нібито випадково знайомляться з Юлею — кандидатом в майстри спорту зі стендової стрільби. Насправді Юлія — давня знайома Дмитра. Друзі приїжджають на батьківщину Федора — тайговий селище Семиреченськ. Тут вони зустрічають касира місцевого рудника тітку Пашу — жінку, в сім'ї якої Федір жив під час навчання в школі, а також давнього знайомого — Васю Линдіна, племінника тітки Паші, про якого та дуже поганої думки. Зупинившись в будинку, що належить братові Федора Миколі і його дружині Анні, друзі вирушили на берег річки, щоб насолодитися красою природи. Але їх нічний відпочинок перериває шум вертольота. Вранці вони дізналися, що бандити напали на автобус з інкасаторами, вбили касира тітку Пашу, важко поранили водія, заволоділи великою сумою грошей і пішли в ліс. Після сварки з приводу дій в такій екстремальній ситуації Федір і Дмитро йдуть в тайгу щоб зловити злочинців, а Віктор, Анна і Юля залишаються в будинку. Трохи згодом на пошуки злочинців відправляється і Віктор. Далі сюжет розгортається за класичним сценарієм з перестрілками, гонитвою на великовантажних автомобілях і моторних човнах, боротьбою і захопленням заручників. Фільм закінчується класичним щасливим кінцем: лиходії знешкоджені, а герої, перев'язуючи рани, торжествують.

## У ролях
- Борис Невзоров —  Федір
- Андрій Градов —  Віктор
- Олександр Воєводін —  Дмитро
- Ірина Шмельова —  Юля, студентка
- Ніна Русланова —  Нюра
- Анатолій Рудаков —  Вася Линдін
- Михайло Жигалов —  «Веселий» — ватажок банди
- Микола Смирнов —  бандит «Бритий»
- Володимир Шакало —  бандит «Сонний»
- Марія Виноградова —  тітка Паша
- Павло Федосеєв —  водій
- Віктор Шубін —  капітан міліції
- Надія Озерова —  дівчина-геолог
- Микола Лайков —  водій
- Андрій Анкудінов —  молодий геолог

## Знімальна група
- Автор сценарію —  Геннадій Бокарєв
- Режисер-постановник —  Георгій Кузнецов
- Оператор-постановник —  Геннадій Трубников
- Художник-постановник —  В'ячеслав Панфілов
- Композитор — Володимир Лебедєв
- Звукооператор — Борис Єфімов